# Sanjski moški
Sanjski moški je zmenkarsko resničnostno tekmovanje na izpadanje, ki se predvaja na POP TV. Snemajo ga po ameriški resničnostni oddaji The Bachelor. T. i. sanjski moški hodi s tekmovalkami na zmenke na atraktivnih lokacijah, na koncu pa izbrankam podeli rdečo vrtnico, ki jo dekleta lahko zavrnejo.
Prvi del je bil na sporedu 24. septembra 2004. Odvrteli sta se dve sezoni. Junija 2021 so producenti začeli iskati sanjskega moškega za 3. sezono.

## Sezona 1
- Sanjski moški: Damir Alidžanovič (* 1972, Kranj)[5][6]

Prvo sezono so predvajali na POP TV v 10 delih med 24. septembrom in 26. novembrom 2004, ob petkih zvečer. Vodil jo je Robert Erjavec. Petnajst izbranih deklet se je v 2. epizodi nastanilo v t. i. Vili Minka. Finalistki sta bili Nataša Kirn in Mojca. Zmagala je Nataša.

### Izbira tekmovalk
Iskali so 25 tekmovalk, na koncu pa so jih izbrali 24. Kandidatke so morale prijavi dodati naravno fotografijo obraza in postave, po lastni želji pa še triminutni videoposnetek z zahtevanimi odgovori in podobo celega telesa. Morale so biti nevezane, polnoletne in brez osebne povezave s producenti oddaje. S prijavo so se strinjale, da so med snemanjem izpostavljene morebitnim lažjim fizičnim poškodbam, da tretje osebe raziščejo njihova življenja, da jih snemajo zvočno in slikovno štiriindvajset ur na dan, da lahko doživijo negativne posledice medijskega izpostavljanja ter da živijo in sodelujejo z ostalimi sodelujočimi in producenti. V zvezi s tem so se morale odpovedati morebitnim tožbam.

### Sponzorji
Hišo sanjskega moškega je postavil Marles, tekmovalke so stanovale v apartmajih Minka, prstan za zmagovalko pa je prispevalo Zlatarstvo Labod.

### Seznam tekmovalk in uvrstitev
| Ime         | Starost | Kraj                 | Poklic ob prijavi                                     | Epizode                       | sklici               |
| ----------- | ------- | -------------------- | ----------------------------------------------------- | ----------------------------- | -------------------- |
| Nataša Kirn | 22 let  | Radeče               | vojakinja                                             | zmagovalka                    | [ 15 ] [ 10 ] [ 11 ] |
| Mojca       | 22 let  | Ljubljana - Šmartno  | študentka                                             | finalistka                    | [ 16 ] [ 10 ]        |
| Simona E.   | 27 let  | Pesnica pri Mariboru | predmetna učiteljica                                  | izpadla v 8. epizodi          | [ 17 ] [ 18 ] [ 19 ] |
| Danijela    | 28 let  | Ljubljana            | modna oblikovalka                                     | zavrnila vrtnico v 6. epizodi | [ 20 ] [ 21 ]        |
| Vlasta      | 34 let  | Slovenj Gradec       | ekonomski tehnik, inštruktorica za fitnes in aerobiko | izpadle v 6. epizodi          | [ 22 ] [ 21 ]        |
| Mateja      | 21 let  | Laško                | maserka                                               | izpadle v 6. epizodi          | [ 23 ] [ 21 ]        |
| Marija      | 29 let  | Celje                | diplomirana ekonomistka                               | izpadle v 4. epizodi          | [ 24 ] [ 25 ]        |
| Simona V.   | 24 let  | Kranj                | ekonomski tehnik                                      | izpadle v 4. epizodi          | [ 26 ] [ 25 ]        |
| Marjeta     | 23 let  | Bled                 | ekonomistka                                           | izpadle v 4. epizodi          | [ 27 ] [ 25 ]        |
| Jasna       | 27 let  | Slovenska Bistrica   | univ. dipl. oec.                                      | izpadle v 4. epizodi          | [ 28 ] [ 25 ]        |
| Martina     | 26 let  | Kobarid              | gimnazijska maturantka                                | izpadle v 2. epizodi          | [ 29 ] [ 30 ] [ 31 ] |
| Tamara      | 26 let  | Izola                | študentka                                             | izpadle v 2. epizodi          | [ 32 ] [ 30 ] [ 31 ] |
| Patricija   | 26 let  | Dobravlje            | absolventka gradbeništva                              | izpadle v 2. epizodi          | [ 33 ] [ 30 ] [ 31 ] |
| Janja       | 30 let  | Izola                | poslovna sekretarka                                   | izpadle v 2. epizodi          | [ 34 ] [ 30 ] [ 31 ] |
| Dora        | 22 let  | Naklo                | poslovni tehnik                                       | izpadle v 2. epizodi          | [ 35 ] [ 30 ] [ 31 ] |
| Klaudija    | 26 let  | Kranj                | konfekcijska modelarka                                | izpadle v 1. epizodi          | [ 36 ] [ 9 ]         |
| Katarina    | 32 let  | Ljubljana            | zdravstveni tehnik                                    | izpadle v 1. epizodi          | [ 37 ] [ 9 ]         |
| Katjuša     | 20 let  | Cerkno               | ekonomski tehnik                                      | izpadle v 1. epizodi          | [ 38 ] [ 9 ]         |
| Jasmina     | 23 let  | Naklo                | študentka menedžmenta                                 | izpadle v 1. epizodi          | [ 39 ] [ 9 ]         |
| Valerija    | 21 let  | Gorišnica            | gimnazijska maturantka                                | izpadle v 1. epizodi          | [ 40 ] [ 9 ]         |
| Andreja     | 19 let  | Rakek                | študentka novinarstva                                 | izpadle v 1. epizodi          | [ 41 ] [ 9 ]         |
| Lea         | 20 let  | Ljubljana            | študentka turizma                                     | izpadle v 1. epizodi          | [ 42 ] [ 9 ]         |
| Nastja      | 18 let  | Orehova vas          | študentka prometa                                     | izpadle v 1. epizodi          | [ 43 ] [ 9 ]         |
| Tina        | 22 let  | Ljubljana            | študentka ekonomije                                   | izpadle v 1. epizodi          | [ 44 ] [ 9 ]         |

## Sezona 2
- Sanjski moški: Gregor Čeglaj, 31 let (marec 1990),[45] dobitnik naziva »Cosmo mister« na tekmovanju Mister Slovenije 2017.[46]

Predvajali se jo na POP TV v 22 delih med 17. aprilom in 4. julijem 2021, ob sobotah in nedeljah zvečer. Vodil jo je Peter Poles. Nastopilo je 23 tekmovalk. Šov je začelo 18 deklet, kasneje jih je prišlo še pet. Finalistki sta bili Tjaša Kramarič in Anja Širovnik. Zmagala je Anja Širovnik.

### Seznam tekmovalk
| Ime                | Starost | Kraj                      | Poklic ob prijavi                     | sklici |
| ------------------ | ------- | ------------------------- | ------------------------------------- | ------ |
| Anja Širovnik      | 22 let  | Velenje                   | študentka na Pedagoški fakulteti      | [ 51 ] |
| Ana Pusovnik       | 23 let  | Slovenj Gradec            | model                                 | [ 52 ] |
| Anja Kojc          | 25 let  | Velika Nedelja            | šolana logistična tehnica, natakarica | [ 53 ] |
| Carmen Osovnikar   | 39 let  | Maribor                   | posrednica za kredite                 | [ 54 ] |
| Elena Costrov      | 29 let  | Ljubljana                 | poslovna sekretarka                   | [ 55 ] |
| Janina Klemenčič   | 22 let  | Kranj                     | študentka pedagoške fakultete         | [ 56 ] |
| Jasmina Omeradžić  | 33 let  | Maribor                   | receptorka v hotelu                   | [ 57 ] |
| Kaja Časar         | 22 let  | Murska Sobota             | študentka kineziologije               | [ 58 ] |
| Lara Mlaker        | 22 let  | Ponikva                   | študentka velnesa, model              | [ 59 ] |
| Lara Samanta Kolar | 24 let  | Šentjur                   | študentka                             | [ 60 ] |
| Laura Beranič      | 23 let  | Miklavž na Dravskem polju | kozmetična stilistka                  | [ 61 ] |
| Mary Ševo          | 34 let  | Kranj                     | stilska svetovalka                    | [ 62 ] |
| Nina Radi          | 31 let  | Maribor                   | grafična oblikovalka                  | [ 63 ] |
| Nina Savnik        | 21 let  | Brežice                   | študentka turizma                     | [ 64 ] |
| Pia Gavrič         | 23 let  | Ljubljana                 | baristka                              | [ 65 ] |
| Polona Kranjc      | 18 let  | Dol pri Ljubljani         | ekonomska tehnica                     | [ 66 ] |
| Sandra Aleksić     | 27 let  | Maribor                   | etnologinja in antropologinja         | [ 67 ] |
| Sanja Munda        | 27 let  | Maribor                   | podjetnica, vodja gostinskega lokala  | [ 68 ] |
| Tjaša Kramarič     | 21 let  | Souchez (Francija)        | model, modna svetovalka v trgovini    | [ 69 ] |
| Sara Turnšek       | 25 let  | Celje                     | gostinstvo                            | [ 70 ] |
| Mireille Jarc      | 24 let  | Rimske Toplice            | študentka turizma                     | [ 71 ] |
| Lea Zupančič       | 20 let  | Dobrepolje                | natakarica                            | [ 72 ] |
| Lara Goršek Kos    | 28 let  | Jesenje                   | -                                     | [ 73 ] |

## Nastopajoči po koncu snemanja
Nataša Kirn, zmagovalka 1. sezone, je bila po šovu še zaposlena kot vojakinja v Kranju. Leta 2006 je pozirala za majsko številko slovenske izdaje revije Playboy. Fotografije je posnel Aleš Bravničar.

## Kritike

### Prva sezona
Jure Aleksič z revije Mladina je tekmovalke v 1. sezoni imenoval »putke-tutke« in si želel, da bi bilo moške za nastop v tovrstnih oddajah težje najti, a je na koncu zapisal, da realnosti ni mar za še tako plemenite želje. Kolumnist je v časopisu Naš čas zapisal, da se za sladkimi besedami oglaševalcev skrivajo diskriminatorne in izkoriščevalske zahteve producentov, ki so se zavarovali pred tožbami.

### Druga sezona
Stanka Prodnik je po ogledu 2. sezone za Mladino napisala, da je bila ta franšiza zastarela že ob prihodu v Slovenijo in da danes ta domačijski populizem in neokonservativno zahojenost gledajo le še med Tirolsko in Bolgarijo. Sanjskega moškega je označila za nerazgledanega mišičnjaka. Nekatere je zmotil profil tekmovalke Ane Pusovnik na OnlyFans, plačljivi spletni platformi za odrasle.